# Tomomi Itano
Tomomi Itano (板野 友美 Itano Tomomi?,  Yokohama, Prefectura de Kanagawa, 3 de julio de 1991) es una idol, actriz y cantante japonesa, principalmente conocida por haber sido miembro del grupo femenino AKB48. Actualmente es representada por Horipro. En 2011, debutó como solista con el sencillo Dear J, el cual fue seguido el mismo año por Fui ni (número 1 en Japón) y luego por 10nen Go no Kimi e (2012) y 1% (2013).

## Vida y carrera

### 2005-2013: Comienzos

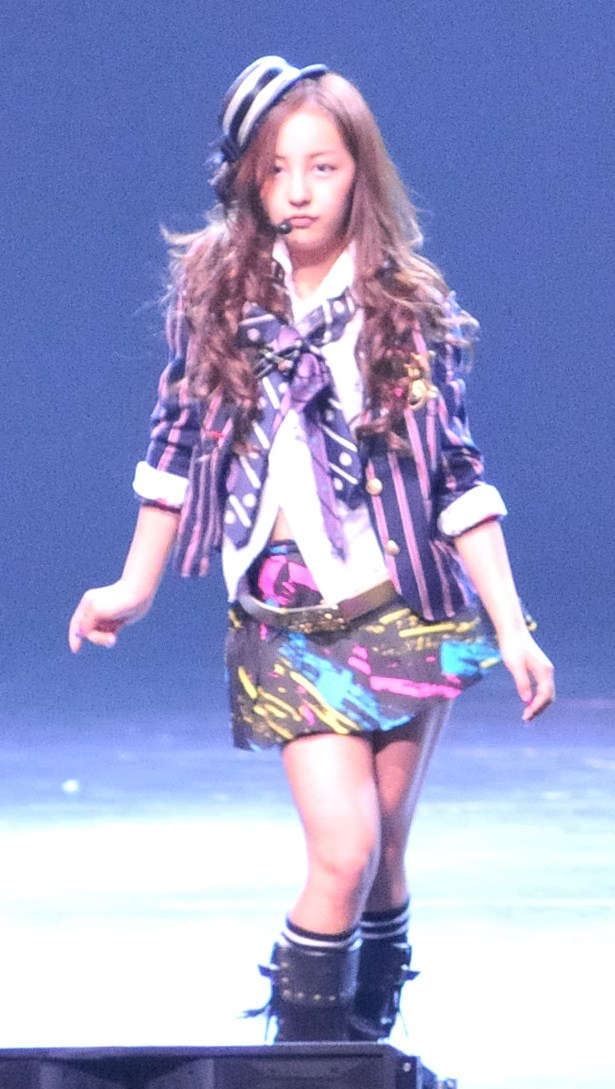
Itano en una presentación de AKB48 en la Anime Expo de 2010, en Los Ángeles.

En 2005, Itano se unió al grupo de idols femeninas AKB48 como parte de la primera generación de miembros, y fue colocada en el Team A. También modeló para la revista de moda Cawaii! y lanzó su primer libro de fotos, T.O.M.O.row, en abril de 2009. A principios de 2010, interpretó a Shibuya en Majisuka Gakuen, serie protagonizada por miembros de AKB48. Itano tuvo un papel recurrente en Kamen Rider W como Queen, junto con su compañera de grupo Tomomi Kasai, hasta que la serie terminó a finales de 2010. Juntas, formaron la subunidad Queen & Elizabeth. En las elecciones generales de AKB48 de 2010, se ubicó en el cuarto lugar general.
Itano lanzó su primer sencillo, "Dear J", el 26 de enero de 2011. Alcanzó el número 1 en el ranking diario de Oricon y el número 2 en el ranking semanal de Oricon, vendiendo 204,981 copias. En abril, volvió a interpretar a Shibuya en Majisuka Gakuen 2. Su primer sencillo digital, "Wanna Be Now", alcanzó el número 2 en los gráficos diarios de Recochoku y el número 6 en los gráficos semanales. Ella colocó el octavo general en las elecciones generales de 2011 de AKB48 celebradas en junio. Su segundo sencillo, "Fui ni", fue lanzado el 13 de julio y vendió 90,103 copias y alcanzó el número uno en la lista semanal de Oricon.
En 2012, Itano fue citada como la "reina de los comerciales de televisión" por tener más contratos con compañías que cualquier otra tarento femenina, aunque su recuento de 20 estaba técnicamente vinculado con los de su colega Mariko Shinoda.

### 2013: Graduación de AKB48
El 1 de febrero de 2013, durante un saludo escénico de AKB48, Itano anunció que abandonaría el grupo. Lanzó su cuarto sencillo en solitario, "1%", el 12 de junio. La canción del título se utilizó en comerciales de televisión para Samantha Vega. El video musical fue filmado en Nueva York e incluye una aparición de la actriz y modelo estadounidense Taylor Momsen. Itano tuvo su ceremonia de "graduación" de despedida en el Tokyo Dome el 25 de agosto, y una presentación de seguimiento el 27 de agosto en el teatro de AKB48; la presentación fue transmitida en vivo por Nico Nico Namahousou. Su canción de graduación es "Saigo no Door", que fue lanzada como lado B en una de las ediciones de la única "Koisuru Fortune Cookie" de AKB48.

### 2014-presente: Carrera en solitario
En una entrevista con el sitio web japonés de entretenimiento Nihongogo, Itano compartió sus pensamientos sobre la transición a un artista en solitario. "En un grupo actúas como una unidad con cada miembro desempeñando un cierto rol de personaje, sin embargo, como solista debes poder tocar todo los roles a la vez. Debes asumir el rol de ser genial, sexy y lindo, y aunque definitivamente es un desafío, es algo que debo esforzarme por lograr".
En julio de 2014, Itano debutó en los EE. UU. en la Plaza Unión en San Francisco para el J-POP Summit Festival 2014.
Itano ha sido elegida para interpretar el papel principal de una estudiante japonesa residente en China junto al cantante y actor taiwanés Dino Lee en la película romántica china Raincoat (雨衣), según se revela en una conferencia de prensa en la que el dúo apareció el 29 de septiembre de 2015. El período de filmación proyectado de 2 meses para la película que toma en Shanghái y Tokio está en curso. La película se espera para su lanzamiento en la primavera de 2016 en tres países.

## Discografía

### Álbumes
| Título  | Lista de canciones | Fecha de lanzamiento | Discográfica |
| ------- | --- | -------------------- | ------------ |
| SxWxAxG | 1. Dear J 2. 1% 3. Wanna be now 4. 愛にピアス (Ai ni Pierce) 5. Clone 6. ふいに (Fui ni) 7. For you, For me 8. 10年後の君へ (10nen go no Kimi e) 9. lose-lose 10. little 11. Girls Do 12. SWAGGALICIOUS 13. BOW WOW 14. JAN-PARAN!! 15. Crush | 2 de julio de 2014   | Kings        |

### Sencillos
| Título | Lista de canciones | Fecha de lanzamiento | Discográfica |
| ------ | --- | -------------------- | ------------ |
| Dear J | 1. Dear J 2. TUNNEL 3. Stay by my side 4. Thank you 5. Tsundere! (con Haruka Ishida, Sumire Sato, Nito Moeno y Miho Miyazaki) | 26 de enero de 2010  | Kings        |

## Apariciones con AKB48

### Sencillos
- Sakura no Hanabiratachi
- Skirt, Hirari
- Aitakatta
- Seifuku ga Jama o Suru
- Keibetsu Shiteita Aijou
- Bingo!
- Boku no Taiyou
- Yūhi wo Miteiru ka?
- Romance, Irane
- Sakura no Hanabiratachi 2008
- Baby! Baby! Baby!
- Ōgoe Diamond
- 10nen Zakura
- Namida Surprise!
- Iiwake Maybe
- River
- Sakura no Shiori
  - Majisuka Rock 'n' Roll
- Ponytail to Chouchou
  - Majijo Teppen Blues
- Heavy Rotation
  - Lucky Seven
  - Yasai Sisters
- Beginner
- Chance no Junban
  - Yoyaku shita Christmas
  - Alive (como Team K)
- Sakura no Ki ni Narō
- Everyday, Katyusha
  - Korekara Wonderland
  - Yankee Soul
- Flying Get
  - Seishun to Kizukanai mama
  - Yasai Uranai - como Yasai Sisters 2011
- Kaze wa Fuiteiru
- Ue kara Mariko
- Noël no Yoru
- Zero-sum Taiyō (como Team K)
- Give Me Five!
- Sweet and Bitter
- Manatsu no Sounds Good!
- Chōdai, Darling!

### Subunidades
- Honegumi from AKB48
- Natto Angels]]
- Queen & Elizabeth
- Team Dragon from AKB48
- AKB Idoling!!! (AKB48 x Idoling!!!)

## Filmografía

### Películas
- Kamen Rider W Forever: A to Z/The Gaia Memories of Fate (2010) como Queen
- Kamen Rider Double: Begins Night (2009) como Queen
- Ai Ryutsu Centre (2008)
- Densen Uta (2007)

### Televisión
- Sakura kara no Tegami (NTV, 2011) (como ella misma)
- Majisuka Gakuen 2 (TV Tokyo, 2011)(como Shibuya)
- Majisuka Gakuen (TV Tokyo, 2010) (como Shibuya)

### Radio
- AKB48 Ashita made Mou Chotto (15-10-2007, JOQR-AM)
- TomoTomo no Yagi-san, Oide (07-04-2008 - actualidad, JOKR-AM)
- AKB48 no All Night Nippon (09-04-2010 -, JOLF-AM)

### Variedades
- AKBingo!
- Shūkan AKB
- "AKB48 Nemousu TV"

### Anuncios
- NTT Docomo (2006)
- Kirin Nuda by Kirin Beverage (2008)
- UHA Mikakutō "Puccho" (10-08-2010 - )
- Ito-Yokado "Body Heater" (21-08-2010 - )
- Samantha Thavasa (01-2011 - )
- EMOBILE LTE (04-2012 -)

### Web
- Private Princess (01-11-2007 - actualidad, Horipro Productions)
- Midtown TV (06-11-2007, GyaO)
- Kirin Nuda Presents "Kirin Nuda Lemon&Tonick" Sukkiriman Site (25-03-2008 - 31-05-2008)
- AKB48 in Horipro (01-04-2008 - 2013, Yahoo! Douga)
- Idol Natsu Monogatari (25-07-2008 - actualidad, Yomiuri TV)
- Kakarichō Aoshima Shunsaku The Mobile